# Rhiginia cinctiventris
Rhiginia cinctiventris ist eine Wanzenart aus der Unterfamilie Ectrichodiinae, die zur Familie der Raubwanzen (Reduviidae) gehört.

## Merkmale
Die Wanzen werden 18 bis 23 Millimeter lang und damit wesentlich größer als die ebenfalls in den USA beheimatete verwandte Art Rhiginia cruciata. Die dunkel gefärbten Wanzen besitzen eine orangerote Umrandung. Auf dem vorderen Teil des Halsschildes befinden sich zwei große orangerote Flecke; auf dem hinteren Teil befinden sich zwei längliche orangerote Flecke, die längs den Seiten verlaufen. Die Beine sind schwarz.

## Verbreitung und Lebensräume
Die Art kommt in der Nearktis und Neotropis vor. In den Vereinigten Staaten ist sie im Süden vertreten. Ihr Verbreitungsgebiet reicht von Alabama bis nach Arizona. Ferner erstreckt sich ihr Vorkommen über Mexiko und Mittelamerika bis nach Kolumbien.

## Lebensweise
Die überwiegend nacht- und dämmerungsaktiven Wanzen ernähren sich räuberisch von Doppelfüßern (insbesondere aus den Familien Spirobolidae und Polydesmidae).

## Etymologie
Der Namenszusatz cinctiventris leitet sich aus dem Lateinischen ab und bedeutet „mit einem gegürtelten Bauch“. Dieser bezieht sich auf den hellen Rand des Hinterleibes.